# Yukihiro Yamase
Yukihiro Yamase (山瀬 幸宏 Yamase Yukihiro?), född 22 april 1984 i Hokkaido prefektur, är en japansk före detta fotbollsspelare.
Yamase började sin karriär 2003 i Yokohama F. Marinos. 2009 flyttade han till Sagan Tosu. Efter Sagan Tosu spelade han för Kataller Toyama och FC Osaka. Han avslutade karriären 2014.